# Soneto shakespeariano
Soneto shakespeariano ou soneto inglês é o soneto que apresenta esquema estrófico próprio, com três quartetos e um dístico, diferenciando-se do soneto italiano ou soneto petrarquiano, que é composto por dois quartetos e dois tercetos.